# Brazoria County
Brazoria County je okres ve státě Texas v USA. K roku 2010 zde žilo 313 166 obyvatel. Správním městem okresu je Angleton. Celková rozloha okresu činí 4 136 km².